# سلوفينج غرادتس
سلوفينج غرادتس (بالإنجليزية: Slovenj Gradec)‏ هي مستوطنة تقع في سلوفينيا في Slovenj Gradec City Municipality. يقدر عدد سكانها بـ 7,557 نسمة ومساحتها 5.6 كم2 وترتفع عن سطح البحر 413 متر.

## المدن التوأمة
مدن Várpalota، غورنيي ميلانوفاتس، تشيسكي كروملوف، هاوتسنبرغ، فوكلابروك، ميوكو، نييغاتا وMorphou هي مدن توأمة لـسلوفينج غرادتس.

## أعلام
- ماركو شولير
- هوغو وولف
- بوستيان ناخبار
- كاترينا سريبوتنيك
- دينيس خليلوفيتش